# الحد من أخطاء التدقيق

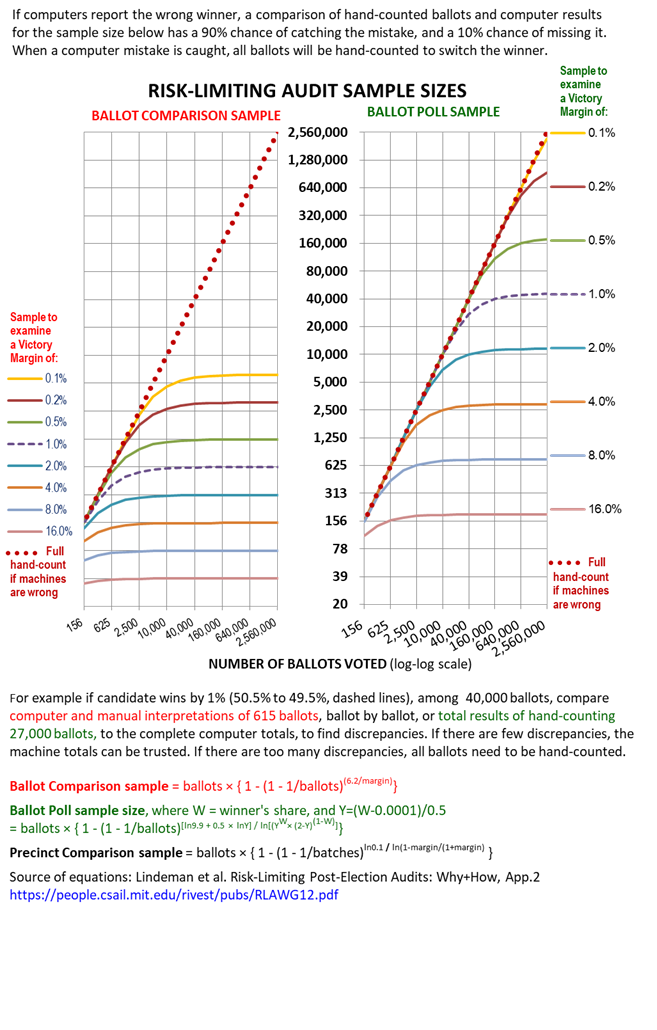

الحد من أخطاء التدقيق (RLA) هو شكل من أشكال تدقيق ما بعد الانتخابات. وتتطلب هذه العملية تدقيقاً يدوياً للعينات الإحصائية لأوراق الاقتراع للتحقق مما إذا كانت نتائج الانتخابات الرسمية وضّحت ودوّنت أوراق الاقتراع بشكل صحيح. عندما تكون هوامش المنافسات الانتخابية واسعة، فيمكن للعينات أن تكون صغيرة جداً وغير مكلفة ويمكن تدقيقها بسرعة. عند اقتراب موعد أي منافسة، يجب على أوراق الاقتراع أن تكون جزءاً كبيراً من مجموع الأوراق الانتخابية كلها، وهذا للتقليل من فرصة حدوث أي خطأ.
يعتمد التدقيق على مراجعة أوراق الاقتراع، والتي يجب نقلها ومعالجتها وتخزينها بشكل آمن بدءاً من يوم الانتخابات حتى إجراء عملية التدقيق، وذلك بطريقة لا تسمح حتى للعاملين في الداخل بتغيير تلك الأوراق أو استبدالها. في حال تم الكشف عن أخطاء في عملية المعالجة الحاسوبية عند عملية التدقيق، فسيقوم قسم التدقيق باستعادة النتائج الصحيحة عن طريق استخدام عينات أكبر أو عن طريق إحصاء جميع أوراق الاقتراع بشكل يدوي. وفي حال أظهرت مراجعة أوراق الاقتراع أخطاء متعلقة بتخزينها، فلن ينجح استخدام الطريقة التقليدية في استعادة النتائج الصحيحة، وحينها ينصح الباحثون بإعادة الانتخابات في حال كان عدد أوراق الاقتراع المخزنة بشكل خاطئ كافياً لتغيير نتائج الناجحين. أو يمكن استخدام طريقة بديلة لذلك وهي إنشاء نسخة احتياطية لأوراق الاقتراع بفترة وجيزة بعد عملية التصويت، وبذلك الحصول على نسخ بديلة أصلية من الأوراق الخاطئة.
وفي حال لم يتم الكشف عن أي خطأ أثناء عملية التدقيق، ستبقى هناك فرصة ضئيلة لوجود خطأ في النتائج التي يتم تدقيقها، أو في العينات. تعني تكلفة الفحص اليدوي مراجعة واحدة أو اثنتين من المنافسات المنتقاة في كل ولاية انتخابية، وليس مراجعة أية منافسة قريبة، وذلك بسبب أحجام العينات الضخمة المطلوبة في المنافسات القريبة. وفي مثل تلك الحالات، لا تُثبت عملية التدقيق صحّة المنافسات الغير خاضعة للتدقيق.
مثل أية عمليات تدقيق أخرى، فإن الهدف منها ليس فقط التحقق من التغييرات المتعمدة لأوراق الاقتراع والأصوات الانتخابية، بل أيضاً الكشف عن أخطاء داخل حواسيب الانتخابات، مثل أخطاء برمجية أو في الماسحات الضوئية ذات عدسات تالفة أو التي تتخطى بعض أوراق الاقتراع. لا تفترض هذه الطريقة بأن أوراق الاقتراع والمنافسات وحواسيب الانتخابات عُولجت بالطريقة ذاتها، وفي هذه الحالة، يكفي القيام بعمليات مراجعة مباشرة. صُممت أبعاد عينات أوراق الاقتراع بحيث توفر إمكانية التقاط حتى نقطة صغيرة عندما يحجب خدش أو بقعة في الورق إحدى حساسات الماسح الضوئي، أو عندما تُبدّل الأصوات ضمن إحدى الدوائر الانتخابية أو إحدى المنافسات بسبب خلل أو اختراق، في حال أحدثت هذه المشكلات تغييراً في أوراق الاقتراع وبالتالي تغييراً في النتائج.

## فئات التدقيق
هناك ثلاثة أنواع من عمليات الحد من أخطاء التدقيق. ذُكرت المناهج الثلاثة حسب الترتيب التصاعدي لعدد أوراق الاقتراع التي تحتاج أن تُفحص يدوياً. على سبيل المثال، في ولاية قضائية تضم 64000 بطاقة اقتراع، وهامش فوز بنسبة 8 ٪، ونسبة 10 ٪ لعدم كشف أيّة الأخطاء. الطريقة 1، مقارنة أوراق الاقتراع، تحتاج إلى 80 بطاقة اقتراع وسطياً. الطريقة 2، التصويت بأوراق الاقتراع، وتحتاج هذه الطريقة إلى 700 بطاقة اقتراع، والطريقة 3، مقارنة الدفعات التي تحتاج إلى 13000 بطاقة اقتراع (في 26 دفعة). عادةً ما تستخدم هذه الطرق للتحقق من صحة إحصاء أجهزة الحاسوب، ولكن يمكن أيضاً استخدام الطريقتين 2 و3 للتحقق من الدقة عندما يتم عدّ النتائج الأصلية يدوياً. تتمثل الخطوات في كل نوع من عمليات الحدّ من أخطاء التدقيق بما يلي:
1. مقارنة أوراق الاقتراع. تحوي الحواسيب الانتخابية تفسيراً لكل ورقة اقتراع «سِجّل التصويت»، ثم يقوم شخص بفحص «سجلات التصويت» الخاصة بالحواسيب مقابل الأصوات المادية المخزنة ضمن عينة عشوائية من بطاقات الاقتراع؛ يقوم حاسوب مستقل بجدولة جميع «سجلات التصويت» بشكل مستقل عن الجداول السابقة للحصول على مجاميع جديدة، ويُبلِغ البشر عن أي اختلافات في التفسيرات والإحصاء الكلي.[9]
2. التصويت بأوراق الاقتراع. يحصي البشر عينة عشوائية من بطاقات الاقتراع، ويقدمون تقريراً عن أي اختلاف بين النسبة المئوية اليدوية للعينة ونسبة الحاسوب المئوية للانتخابات.
3. مقارنة الدفعات. توفر نتائج الانتخابات مجموعاً لكل دفعة من أوراق الاقتراع (مثال، الدائرة الانتخابية)؛ حيث يُحصي البشر جميع أوراق الاقتراع يدوياً ضمن عينات عشوائية من الدفعات؛ بالنسبة لـ 100٪ من الدُفعات التي يقوم البشر بفحصها عن طريق الإضافة اليدوية أو الحاسوب المستقل، إذا كان الجمع الأولي للدُفعات من الانتخابات صحيحاً؛ يُقدم البشر تقريراً عن أي فرق بين الأوراق الأصلية والأوراق التي خضعت للتدقيق.

تتطلب كل الطرق:
- إجراء إعادة إحصاء جميع أوراق الاقتراع بشكل أكثر دقة في حال اكتُشف وجود أخطاء. يُدبر هذا الأمر عادةً عن طريق الإحصاء اليدوي بشكل كامل، ولكن قد يتضمن إصلاح أو استبدال أجهزة الحاسوب الخاطئة، وقيام الحواسيب بإحصاء جديد، وتدقيق ذلك إلى أن يُظهر التدقيق عدم وجود أي مشكلة.
- تدقيق جميع أنواع أوراق الاقتراع بما في ذلك العسكرية والغيابية والمشروطة... الخ.
- التحقق أي المنافسات الانتخابية قد دُقِّقت وأيها لا، أو تدقيق جميع المنافسات أو عينة عشوائية كبيرة كافية من المنافسات بحيث تكون نتائج الأخطاء الساقطة سهواً منخفضة بشكل مقبول.
- تدقيق عينة كبيرة من أوراق الاقتراع بشكل عشوائي بحيث تكون نتائج الأخطاء الساقطة سهواً منخفضة بشكل مقبول.
- اختيار عينة عشوائية بعد إعلان النتائج الأولية، لأن إعلام المخترقين مسبقاً أي المنافسات والاقتراع ستكون في العينة، يسمح لهم باختراق منافسات وصناديق أخرى بحرّية.
- اختيار العينة العشوائية قبل إعلان النتائج النهائية، من أجل إمكانية إصلاح الأخطاء.
- القيام بالمراجعة اليدوية على الفور عند اختيار العينة؛ إذا قام العاملون بتبديل ملفات الحاسوب، فيمكنهم استخدام أي تأخير لتغيير أوراق الاقتراع التي أُخِذت منها عينات لمطابقة ملفات الحاسوب الخاطئة، وبالتالي إخفاء الأخطاء.
- امتلاك عدد كافي من رجال الأمن أثناء نقل وتخزين أوراق الاقتراع، كي لا يتمكن أي شخص من الداخل أو الخارج من تغييرها.
- وجود عدد كافي من المشاركين المستقلين يُحدد أرقاماً مختلفة من الأرقام العشوائية الأولية، وبذلك لا يمكن لأحد التحكم في البيانات الأولية وبالتالي عدم التحكم بسلسلة الأرقام العشوائية التي تختار العينة العشوائية.
- جعل الجمهور يرى جميع الخطوات، بما في ذلك محتوى أوراق الاقتراع وسجلات الحواسيب أثناء قيام المسؤولين بفحصها، كي يتأكدوا من أنها تُحصى بدقة.

من الصعب تطبيق العناصر الثلاثة الأخيرة داخل الدول ذات الحزب الواحد، حيث من الممكن أن يؤثر الحزب الحاكم على جميع المشاركين.
تُظهر المراجعة اليدوية لأوراق الاقتراع (الطريقة رقم 1) الأخطاء والاختراقات، كيفية معالجة حواسيب الانتخابات لكل ورقة اقتراع، لذا من الممكن تحسين عملية الحوسبة من أجل الانتخابات المستقبلية. أما الإحصاء اليدوي لأوراق الاقتراع (الطريقة 2 و3) فإنه يكشف عن الأخطاء والاختراقات في عملية الإحصاء التي يقوم بها الحاسوب، لذا فإنها لا تُظهر مكان الخطأ بشكل دقيق. أما بالنسبة لجمع سجلات التصويت بشكل فردي (الطريقة 1) أو مجموع الدفعات (الطريقة 3) فإنها تٌظهر الأخطاء والاختراقات في عملية الإحصاء الكلية التي تقوم بها حواسيب الانتخابات. أما الطريقة 2 فهي لا تتطلب عملية الجمع الفردي، بما أنها تمتلك عدداً كافياً من العينات التي تُحدد الناجحين بشكل مباشر.